# Jules Gheude
 (novembre 2018).
Si vous disposez d'ouvrages ou d'articles de référence ou si vous connaissez des sites web de qualité traitant du thème abordé ici, merci de compléter l'article en donnant les références utiles à sa vérifiabilité et en les liant à la section « Notes et références ».
 (novembre 2018).
Jules Gheude, né à Braine-l'Alleud le 21 novembre 1946,[réf. souhaitée] est un écrivain belge et militant wallon prônant le rattachisme.

## Biographie
Après une adolescence passée à Paris, où son père travaille à l’Agence commerciale de la SNCB, il poursuit des études de langues germaniques et commence sa carrière dans l’enseignement à Namur (1969-1974). 
En 1973, il adhère au Rassemblement wallon et rejoint, un an plus tard, le cabinet de François Perin, ministre de la Réforme des Institutions. Il se spécialise notamment dans la traduction de la presse flamande.
À la suite de la crise survenue au sein du Rassemblement wallon en 1976, il suit la mouvance Perin-Gol-Knoops et contribue à la fondation du PRLw (Parti des Réformes et de la Liberté, wallon). Il devient ainsi cosecrétaire de la Fédération namuroise de la nouvelle formation.
Proche collaborateur des présidents du PRL Jean Gol (1980) et Louis Michel (1982), il joue un rôle actif au niveau des relations publiques.[Interprétation personnelle ?]
De 1983 à 2011, il exerce les fonctions de Directeur au Commissariat général aux Relations internationales de la Communauté française de Belgique (aujourd'hui Wallonie-Bruxelles International).

Drapeau de la France marqué en son centre du coq wallon, utilisé par les partisans de la réunion de la Wallonie à la France.

Le 15 février 2008, il lance le « Manifeste pour la convocation des États généraux de Wallonie ». Après une année de préparation, des États Généraux de Wallonie se sont tenus dans les locaux de l'université de Liège, le 9 mai 2009, et ont pu rassembler 150 personnes. Ils se sont clôturés par un vote : 74,4 % des participants se sont prononcés pour la réunion de la Wallonie à la France, 16,2 % pour un État wallon indépendant, 9,4 % pour un État Wallonie-Bruxelles.
Depuis février 2010, Jules Gheude coordonne les travaux du Gewif (Groupe d'études pour la Wallonie intégrée à la France).
Son intérêt marqué pour la problématique communautaire belge l’a amené à écrire plusieurs ouvrages.
Jules Gheude est resté fort proche de François Perin, qui lui a remis la totalité de ses archives personnelles et qui a préfacé son essai Lettre à un ami français - De la disparition de la Belgique (2013).
Il collabore régulièrement à la revue du mouvement nationaliste flamand Doorbraak. 

## Publications
- François Perin, espoirs et désillusions d’un non-conformiste, Liège, Georges Thone, 1981.
- Les Belges… tels quels, histoire d’un problème communautaire en tableaux et plus de 150 caricatures, Bruxelles : Rossel, 1984.
- Simenon et la femme, parue dans « Simenon, un autre regard », Lausanne : Luce Wilquin, 1988.
- Fourons, de l’erreur à l’erreur, Bruxelles : Les Éperonniers, 1989.
- François Perin, écrits et mémoires, Gerpinnes : Quorum, 1998.
- L’Incurable Mal belge sous le scalpel de François Perin, préface de Xavier Mabille, président du Crisp, Wavre : Mols, 2007. Ce livre a figuré parmi les trois finalistes pour le prix du Livre politique du Parlement de la communauté française 2007.
- Le Choix de la Wallonie – Pour la convocation de ses États-Généraux, préfaces de Jean Beaufays et Pascal Delwit, Wavre : Mols, 2008.
- Quand les Wallons s'éveilleront..., Wavre : Mols, 2009.
- Le Petit Guide de l'après-Belgique, Wavre : Mols, 2010.
- On l'appelait Belgique, Paris : Mon petit éditeur, 2011.
- Lettre à un ami français - De la disparition de la Belgique, préface de François Perin, Mon Petit Editeur, 2013.
- François Perin - Une Plume, L'oeuvre écrite,  préface de Michel Hermans, Editions de la Province de Liège, 2015,
- François Perin - Biographie, Editions Le Cri, 2015
- Un Testament wallon - Les vérités dérangeantes, Mon Petit Editeur, 2016
- Waals testament - Ongemakkelijke waarheden over de toekomst van België , inleiding door Bart Maddens,, Doorbraak, 2017
- La Wallonie, demain - La solution de survie à l'incurable mal belge, préface de Pierre Verjans, Editions Mols, 2019.
- François Perin, Le dictionnaire de l'imagination créatrice, publié sur le site du Gewif : http://gewif.net/WP3gewif/2019/08/29/les-idees-phares-de-francois-perin/
- "Lettre ouverte à Monsieur le Président de la République française", publiée sur le site du "Vif/L'Express" : https://www.levif.be/actualite/belgique/lettre-ouverte-a-monsieur-le-president-de-la-republique-francaise/article-opinion-1188327.html